# 神奈川県立相模田名高等学校
神奈川県立相模田名高等学校（かながわけんりつ さがみたなこうとうがっこう）は、神奈川県相模原市中央区田名に所在する公立の高等学校。
創立以来部活動が盛んで、特に硬式野球部、陸上競技部は毎年県大会でも好成績を残している。

## 設置学科
- 普通科

## 部活動
- 野球
- サッカー
- バレーボール
- バスケットボール
- テニス
- 柔道
- 剣道
- 陸上
- 弓道
- ハンドボール
- バドミントン
- 卓球
- 吹奏楽
- コンピューター
- 芸術(旧 漫画研究)
- 軽音楽
- 茶道
- 料理
- 演劇
- ダンス

## 沿革
- 1987年（昭和62年）4月　開校

## 交通
出典 : 
| 乗車駅             | のりば | 系統       | 下車停留所                       | 運行事業者 |
| ------------------ | ------ | ---------- | -------------------------------- | ---------- |
| JR横浜線淵野辺駅   | 南口1  | 淵53・淵59 | 「四ツ谷」、徒歩10分             | ■神奈中    |
| JR横浜線相模原駅   | 南口5  | 相17       | 「四ツ谷」、徒歩10分             | ■神奈中    |
| 京王相模原線橋本駅 | 南口2  | 橋57・橋59 | 「田名バスターミナル」、徒歩13分 | ■神奈中    |
| 京王相模原線橋本駅 | 南口5  | 橋06       | 「田名バスターミナル」、徒歩13分 | ■神奈中    |
| JR相模線原当麻駅   | 2      | 当02       | 「田名バスターミナル」、徒歩13分 | ■神奈中    |

## 著名な出身者
- 日村勇紀（お笑いタレント、バナナマンのメンバー）
- 秋山昌徳（俳優）
- 真田幸太（サッカー選手）
- 髙谷将弘（元陸上競技選手）